# Enredos de amor (película de 1995)
Enredos de amor (título original: Lover’s Knot) es una película estadounidense de comedia y romance de 1995, dirigida por Peter Shaner, que a su vez la escribió, musicalizada por Laura Karpman, en la fotografía estuvo Garett Griffin y los protagonistas son Billy Campbell, Jennifer Grey y Tim Curry, entre otros. El filme fue producido por The Kaufman Company, Legacy y Lovers Knot.

## Sinopsis
Una pareja de amantes no sabe que su amorío es inspeccionado y dirigido por un ángel, el cual fue enviado por Cupido para asegurarse de que continúen juntos.